# Glen D. Johnson
Glen Dale Johnson, född 11 september 1911 i Melbourne i Arkansas, död 10 februari 1983 i Okemah i Oklahoma, var en amerikansk demokratisk politiker. Han var ledamot av USA:s representanthus 1947–1949.
Johnson avlade 1939 juristexamen vid University of Oklahoma och inledde sedan sin karriär som advokat i Okemah. Han tjänstgjorde i USA:s armé i andra världskriget och avancerade till kapten. År 1947 efterträdde han Lyle Boren som kongressledamot och efterträddes 1949 av Tom Steed. Han kandiderade 1948 utan framgång till USA:s senat i demokraternas primärval. Robert S. Kerr vann primärvalet och själva senatsvalet mot republikanen Ross Rizley.